# Candles (EP)
Candles é o segundo EP, e o primeiro lançado em formato digital, da banda pop punk norte-americana Hey Monday. Em 27 de janeiro, Hey Monday anunciou o lançamento de uma nova versão da canção "Candles", com uma versão acústica embutida e uma nova canção intitulada "The One That Got Away", sendo lançado no iTunes em 8 de fevereiro de 2011. O videoclipe de "Candles" foi lançado em 9 de março de 2011.

## Faixas
| EP  |                           |                                         |         |  |
| N.º | Título                    | Música                                  | Duração |  |
| 1.  | "Candles" (Remix de 2011) | Gentile, Hollander, Katz, Cassadee Pope | 3:00    |  |
| 2.  | "The One That Got Away"   |                                         | 3:47    |  |
| 3.  | "Candles" (Demo)          |                                         | 2:46    |  |